# Universidad Thompson Rivers
La Universidad Thompson Rivers (en inglés: Thompson Rivers University, abreviada como TRU) es una universidad pública de investigación ubicada en Kamloops, Columbia Británica, Canadá. Su nombre proviene de los dos ríos que confluyen en Kamloops: el río North Thompson y el río South Thompson.
La universidad cuenta con cinco facultades académicas, siendo la más pequeña la Facultad de Derecho y la más grande la Facultad de Ciencias. También tiene tres escuelas: la Escuela de Negocios y Economía Bob Gaglardi, la Escuela de Enfermería y la Escuela de Oficios y Tecnología. El colegio de honores de la universidad es el primero de su tipo en Canadá. Además de su campus principal en Kamloops, la universidad cuenta con un campus satélite en Williams Lake y una división de educación a distancia, conocida como TRU-Open Learning.
TRU está acreditada por la Northwest Commission on Colleges and Universities en los niveles de título asociado, licenciatura y maestría. En 2023, TRU fue nombrada una de las 50 principales universidades de investigación de Canadá, y a partir de 2025 es una de las trece universidades en el mundo en recibir una calificación “Platino” de la Association for the Advancement of Sustainability in Higher Education.

## Historia
La institución fue fundada en 1970 como Cariboo College. En 1989, fue una de las tres universidades seleccionadas por el gobierno provincial para convertirse en "university college", permitiéndole ofrecer programas de grado en centros regionales. En 1991, se renombró como University College of the Cariboo (UCC). En 2005, mediante la Thompson Rivers University Act, se estableció oficialmente como universidad, fusionando la UCC con la BC Open University y otros componentes de la Open Learning Agency.

## Organización académica
TRU ofrece aproximadamente 140 programas presenciales y 60 programas a distancia o en línea a través de su división Open Learning. Las facultades y escuelas incluyen:
- Facultad de Artes
- Facultad de Ciencias
- Facultad de Derecho
- Facultad de Educación y Trabajo Social
- Facultad de Turismo, Artes Culinarias y Aventura
- Escuela de Negocios y Economía Bob Gaglardi
- Escuela de Enfermería
- Escuela de Oficios y Tecnología
- Facultad de Desarrollo Estudiantil

Además, TRU cuenta con dos divisiones especializadas:
- Open Learning: Proporciona opciones de aprendizaje a distancia, en línea y mixto.
- TRU World: Atiende a estudiantes internacionales y programas de estudio en el extranjero.

## Campus
El campus principal de TRU se encuentra en Kamloops y abarca 250 acres. Cuenta con 40 acres de jardines y el arboreto más grande del interior de Columbia Británica. La universidad también tiene un campus satélite en Williams Lake y centros regionales en 100 Mile House, Clearwater, Barriere, Ashcroft y Lillooet.

## Investigación y sostenibilidad
TRU está acreditada por la Northwest Commission on Colleges and Universities en los niveles de grado asociado, licenciatura y maestría. En 2023, fue nombrada una de las 50 principales universidades de investigación de Canadá. A partir de 2025, es una de las trece universidades en todo el mundo que posee una calificación "Platino" otorgada por la Association for the Advancement of Sustainability in Higher Education.

## Gobierno y administración
La gobernanza de TRU sigue una estructura tripartita establecida por la legislación provincial:
- Junta de Gobernadores: Responsable de asuntos presupuestarios, operativos y administrativos.
- Senado: Toma decisiones sobre asuntos académicos, incluyendo el currículo, credenciales, admisiones y políticas educativas.
- Consejo de Planificación para el Aprendizaje Abierto: Supervisa los asuntos académicos relacionados con la División de Aprendizaje Abierto.

El presidente actúa como director ejecutivo, supervisando las operaciones administrativas y académicas de la universidad.

## Vida estudiantil y deportes
Los equipos deportivos de TRU se conocen como los WolfPack. Participan en diversas competiciones universitarias y son miembros de U Sports.